# Perestrojka
Perestrojka (ruski: перестройка, ponovna izgradnja) je program reforme sovjetskog gospodarstva i politike kojega je lansirao Mihail Gorbačov 1987. godine. Gospodarskom reformom je omogućeno ograničeno funkcioniranje tržišta, a političkom reformom postupno su uvedeni sloboda tiska, sloboda govora i novi oblici izborne konkurencije, uz otvaranje javnih medija kritičkom izvještavanju o slabostima sovjetskog sustava. 
Paketom reformskih zakona omogućeno je otvaranje privatnih poduzeća, dopuštena su ograničena inozemna ulaganja i decentralizacija. Reforme su imale ograničen domet jer nisu mijenjale bit sustava, pa je perestrojka ubrzala krizu i raspad sovjetskog komunističkog sustava 1991. godine te time i kraj hladnog rata.

## Povezani članak
- glasnost

## Vanjske poveznice
- Gorbačov i Perestrojka  Arhivirana inačica izvorne stranice od 28. kolovoza 2008. (Wayback Machine) Profesor povijesti Gerhard Rempel, Western New England College, 2. veljače 1996.